# 대한정연지운중가
《대한정연지운중가》(중국어 간체자: 大汉情缘之云中歌, 정체자: 大漢情緣之雲中歌, 병음: Dà hàn qíng yuán zhī yún zhōng gē 다한칭위안즈윈중거[*], 영어: Love Yunge From the Desert 러브 윈거 프롬 더 데저트[*])는 중국의 텔레비전 드라마.

## 등장 인물
- 안젤라베이비 (어린기: 장이이 (蒋依依)) : 운가 (雲歌) 역
- 두춘 (杜淳, 어린기: 추무위안 (裘慕远)) : 맹각 (孟玨) 역
- 루이 (陆毅, 어린기: 팡야오쯔이 (方姚子镱)) : 유불능 (劉弗陵) 역
- 천샤오 (陈晓) : 유순 (劉詢) 역
- 양룽 (杨蓉) : 곽성군 (霍成君) 역
- 쑤칭 (苏青) : 허평군 (許平君) 역
- 커우전하이 (寇振海) : 곽광 (霍光) 역
- 바오베이얼 (包贝尔) : 유하 (劉賀) 역
- 류관샹 (刘冠翔) : 우안 (于安) 역
- 마오샤오퉁 : 상관소매 (上官小妹) 역
- 장아맹 (张雅萌) : 곽현 (霍顯) 역
- 장쉐잉 (张雪迎) : 말다 (抹茶) 역
- 장톈양 (张天阳) : 부유 (富裕) 역
- 왕호연 (王浩燃) : 홍의 (紅衣) 역
- 장저한 (张哲瀚) : 유서 (劉胥) 역
- 동요충 (彤耀忠) : 곽우 (霍禹) 역
- 강효충 (姜晓冲) : 곽산 霍山) 역
- 왕익비 (王翊菲) : 호아 (虎兒) 역